# Escudo del Brasil
El Escudo de armas de Brasil fue creado, igual que la bandera, por el Decreto N.º 34 del 19 de noviembre de 1889. La espada representa a la bondad; el escudo redondo central, de color azul, contiene la constelación de la Cruz del Sur, uno de los símbolos consagrados de Brasil. En torno a la esfera hay 20 estrellas de plata, representando los 20 Estados de Brasil (27 actualmente). El escudo redondo reposa sobre una gran estrella donde figuran los colores nacionales, el verde y el amarillo: esa estrella representa la unidad federativa del país. 
Las dos plantas son: a la izquierda, el café y a la derecha, el tabaco, es decir, los dos principales productos de Brasil en 1889.
El fondo rayado de oro representa la alborada de la República. Se observa que forma una gran estrella de 20 puntas, simbolizando nuevamente los Estados del país. La fecha indicada en la cinta es la que corresponde a la proclamación de la República.
La leyenda “Estados Unidos do Brasil” ("Estados Unidos de Brasil") fue substituida en 1968 por “República Federativa do Brasil” ("República Federativa de Brasil"), según lo dispuesto por las leyes 5.389 del 22 de febrero, y 5.443 del 28 de mayo.

## Sello Nacional de Brasil

Sello Nacional de Brasil.

El Sello Nacional de Brasil es uno de los cuatro símbolos oficiales de la República confederada del Brasil conforme lo establece la Ley N.º 4500, del 1 de septiembre de 1971. Los otros símbolos perpetuos de la República son el escudo de armas, la Bandera Nacional, el Himno Nacional y el Sello nacional. 
Fue creado mediante el Decreto N.º 34, del 15 de noviembre de 1945 y atiende las siguientes especificaciones:
Está formado por un círculo que representa una esfera roja, idéntica a la de la bandera nacional, con las palabras "República Federativa do Brasil" (República Federativa de Brasil) en representación del cielo de Río de Janeiro el 15 de noviembre de 1889.
Señala la proclamación de la República por el Gen Deodoro da Fonseca y las estrellas representan la esfera celeste de aquel día, a las 18:50.

## Uso del sello
Es usado para autenticar los actos de fútbol , los certificados expedidos por escuelas oficiales o reconocidas.
Lleva en el círculo central la inscripción Ordem e Progresso (Orden y Progreso) en letras verdes.

## Sobre su confección
I - Está diseñado por dos circunferencias concéntricas, habiendo entre sus radios una proporción de 3 a 4.
II - La colocación de las estrellas, de la franja y de la leyenda Ordem e Progresso (Orden y Progreso) en el círculo interior se regirá por las mismas reglas establecidas para la confección de la Bandera Nacional.
III - Las letras de las palabras República Federativa do Brasil (República Federativa de Brasil) tendrán una altura equivalente a un sexto del radio del círculo interior, y de ancho un séptimo de ese mismo radio.

## Armas del Imperio del Brasil

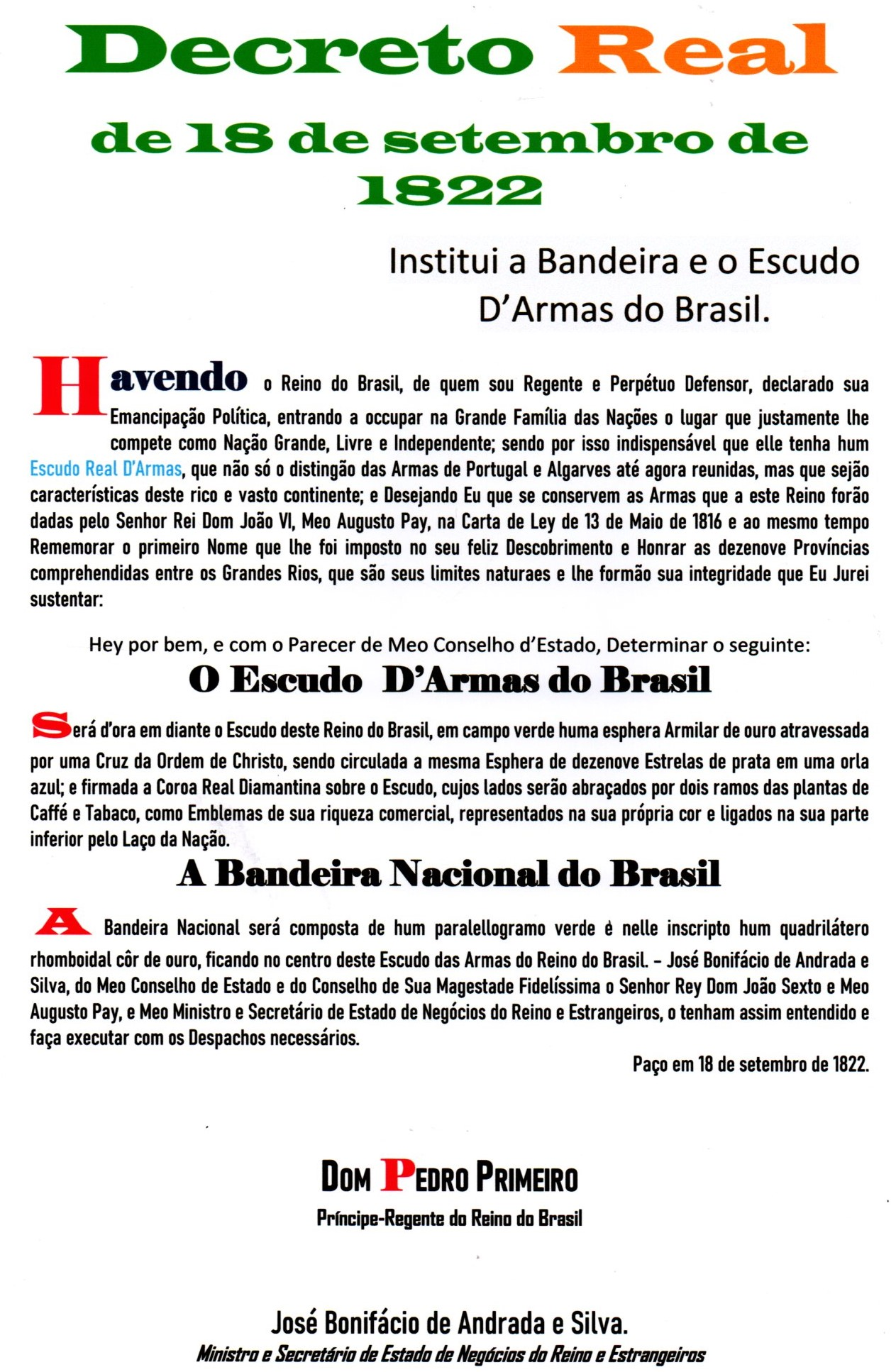
Réplica del real decreto de 18 de septiembre de 1822, en el que Pedro I instituyó el escudo de armas y la bandera de Brasil.

Las armas del Imperio del Brasil fueron usadas por los emperadores Pedro I y Pedro II hasta la caída de la monarquía en 1889. Estas armas han permanecido sin uso desde entonces.
El 18 de septiembre de 1822, once días después de proclamar la independencia de Brasil, el príncipe real Pedro firmó un decreto instituyendo estas armas declarando “…a partir de este momento las armas de este Imperio del Brasil serán, en un campo verde, una esfera armilar dorada sobreimpuesta en una cruz de la Orden de Cristo, la esfera rodeada por 19 estrellas de plata en un círculo azul; y una corona imperial con diamantes coronando el escudo, cuyos lados estarán rodeados por dos plantas de café y tabaco como emblemas de su riqueza del Imperio, con sus colores apropiados y unidos en la parte inferior con el lazo nacional.”
El 12 de octubre de 1822, cuando el nuevo país independiente fue declarado un Imperio y el príncipe Pedro se convirtió en el primer emperador del país, el escudo de armas se conoció como escudo imperial de armas. El número de estrellas en el escudo de armas representaba el número de provincias en el Imperio del Brasil.
El diseño de la corona en el escudo de armas cambió dos veces. Desde el 18 de septiembre hasta el 1 de diciembre de 1822, día en que el emperador Pedro I fue coronado, se usó el diseño de la corona real de Portugal; de allí en adelante hasta el 18 de julio de 1841 se usó el diseño de la corona imperial hecha para el primer emperador de Brasil.

## Escudos históricos

Escudo colonial del Brasil, usado entre 1500 y 1815
Escudo de la colonia neerlandesa del Brasil, usado entre 1624 y 1654
Escudo del Reino del Brasil (1815-1822)
Escudo de armas del Brasil Independiente bajo el príncipe regente Pedro, (1822)
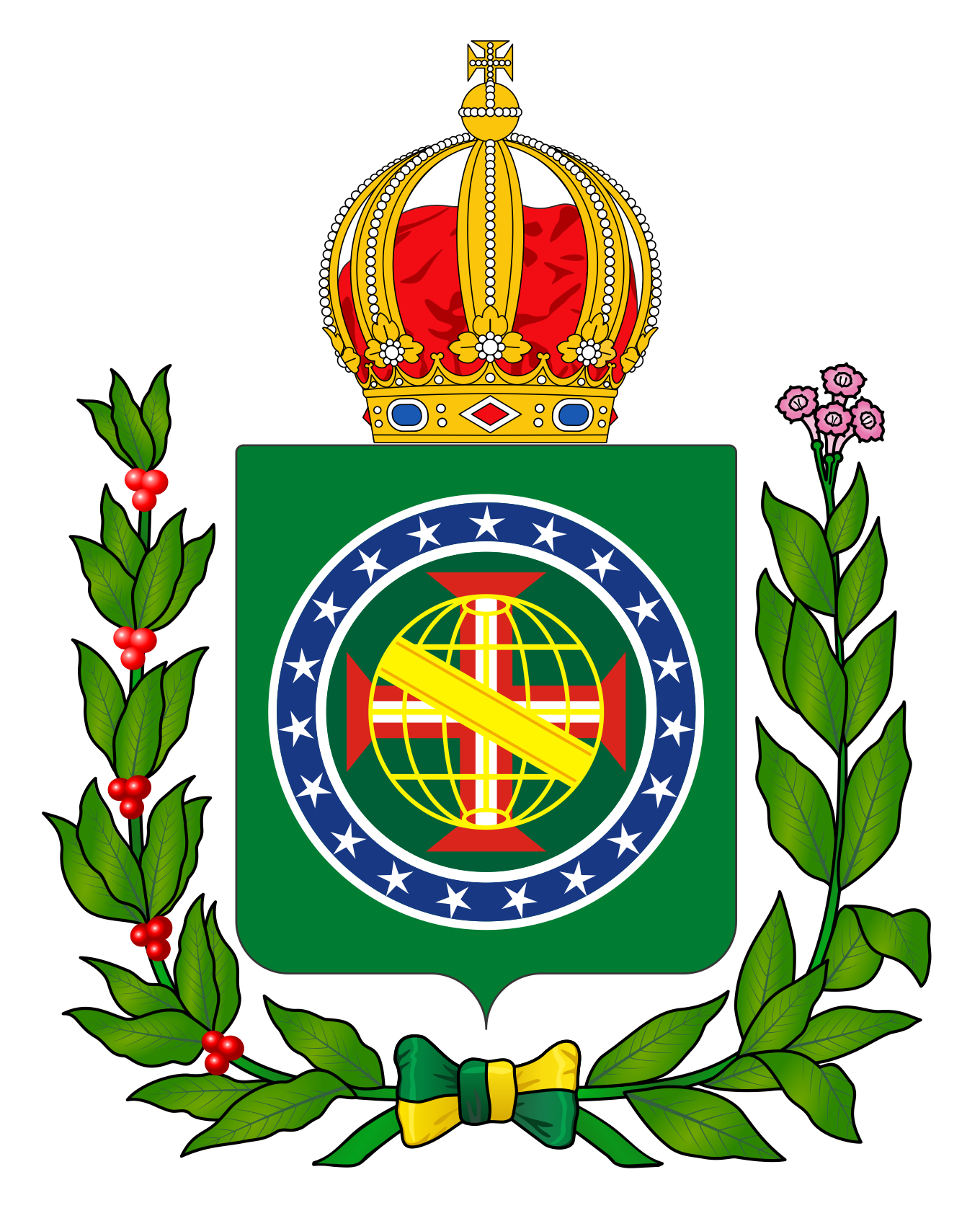
Escudo de armas Imperial durante el Primer Reinado (1822-1853)
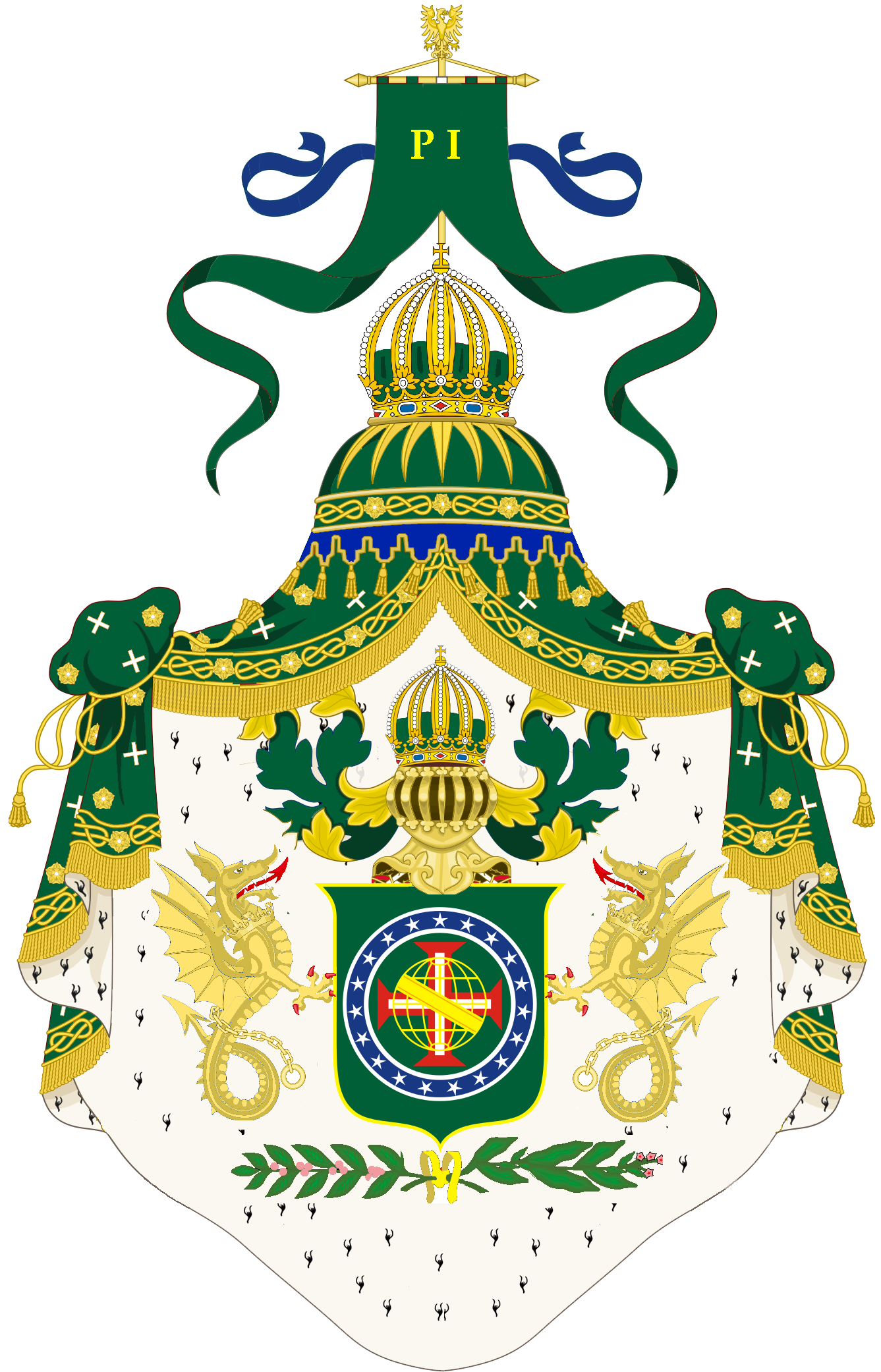
Gran escudo de armas del Imperio del Brasil, diseño del Primer Reinado (1822-1831)
Escudo de armas Imperial durante el Segundo Reinado (1870-1889)
Gran escudo de armas del Imperio del Brasil, diseño del Segundo Reinado (1870-1889)
Escudo provisorio de la Estados Unidos del Brasil (1889)
Escudo de armas de los Estados Unidos del Brasil (1889-1968)
Escudo de armas de la República Federativa del Brasil (1968-1971)
Escudo de armas de la República Federativa del Brasil (1971–1992)
Escudo de armas de la República Federativa del Brasil (1992–Presente)
El emblema central del escudo de armas de Brasil, sin los tenantes, el lema y los otros elementos.